# گراسیم مارتیروسیان
گراسیم آرامائیسی مارتیروسیان (ارمنی: Գերասիմ Արամայիսի Մարտիրոսյան؛  زادهٔ ۷ ژوئن ۱۹۲۶ - درگذشته ۱۹۹۳) اقتصاددان، سیاستمدار اهل ارمنستان بود.

## زندگی‌نامه
وی در ۷ ژوئن ۱۹۲۶ در ایروان به دنیا آمد و از دانشگاه فنی گرجستان (۱۹۴۸) و مدرسه عالی حزبی؟ (۱۹۴۸) فارغ‌التحصیل گشت. همچنین برندهٔ جوایزی همچون نشان لنین، نشان انقلاب اکتبر، نشان پرچم سرخ کار (۱۹۷۶) و نشان جنگ میهنی درجه دو شده است. وی در ۱۹۹۳ در سن ۶۷ سالگی در ایروان درگذشت.